# Mercado de agricultores de Los Ángeles
El Mercado de agricultores de Los Ángeles (en inglés: Los Angeles Farmers Market) es una zona de puestos de comida, de restaurantes, vendedores de alimentos preparados, y mercados de productores en Los Ángeles, California. 

## Historia
El sitio fue propiedad de Arthur Fremont Gilmore. El compró el terreno y granjas lecheras en 1880 en la esquina Tercera Avenida Y Fairfax Avenue. Él dio permiso para agricultores locales usar su terreno y vender sus productos a .50 centavos al día. Se descubrió petróleo en la propiedad en 1905. Se reemplazó las granjas con carreras de caros miniaturas y un campo de futbol. Se construye también un estadio para el equipo de béisbol local, los Hollywood Stars, llamado Gilmore Field.
El campo de futbol y estadio de béisbol fueron remplazados por el estudio de televisión "CBS Television City" en 1952. Se popularizaron los locales y ventas de comidas. Los establecimientos se hicieron permanentes. Inaugurado en julio de 1934, también es un hito histórico de Los Ángeles y una atracción turística. 

### Tiempos presentes
El Mercado cuenta con más de 100 restaurantes, tiendas de comestibles y tiendas para turistas, y está situado justo al sur de CBS Television City. A diferencia de la mayoría de los mercados de agricultores, que se realizan solo a intervalos, el Farmers Market de Los Ángeles es una instalación permanente y está abierto los siete días a la semana. Las decenas de vendedores sirven muchos tipos de alimentos, tanto de la cocina estadounidense a la de agricultores locales además de alimentos de muchas comunidades de inmigrantes de Los Ángeles, con variedad de cocinas de América Latina y de Asia.
En 2002, se estableció The Grove at Farmers Market. Una plaza de tiendas justa al este del mercado. Se conectan por una vía de tren. Se ha popularizado como lugar turístico.